# Théorie des vagues de développement
Ne pas confondre avec la Théorie des vagues d'Elliott et la Théorie des vagues en linguistque.
 (septembre 2024).
Si vous disposez d'ouvrages ou d'articles de référence ou si vous connaissez des sites web de qualité traitant du thème abordé ici, merci de compléter l'article en donnant les références utiles à sa vérifiabilité et en les liant à la section « Notes et références ».
Dans une série d’ouvrages publiés entre 1971 et 1994, dont les plus marquants sont Le Choc du futur, La Troisième Vague et Les Nouveaux Pouvoirs, Alvin Toffler et son épouse Adelaide Farrell ont développé une idée fondée sur l’observation et la mise en perspective de l’évolution sociale et politique de l’humanité depuis environ 10 000 ans. Elle met en évidence trois vagues de développement qui se succèdent et se superposent à la fois.
Cet article part de la découverte d’une histoire synthétique de l’humanité, portée par ses trois vagues de développement puis se penche plus précisément sur l’application de cette vision au domaine particulier de la guerre.

## Une vision structurante de l’évolution de l’humanité
Les Toffler n’inventent rien; simplement, ils présentent l’histoire du développement de l’humanité tout entière, de manière à mettre en perspective les différentes phases de son développement.
Les Toffler estiment que l’histoire n’est pas linéaire, et rejettent la vision simpliste où les empires succèdent aux empires, le Moyen Âge à l’Antiquité et l’Époque contemporaine au siècle des Lumières. À l’opposé, il faut s’imprégner mentalement de l’image de différentes vagues se chevauchant en se brisant successivement sur une plage. L’état de complexité atteint par l’humanité à une époque donnée peut alors être approché par une coupe verticale fournissant, par simple lecture sur un graphe, la proportion de chacune de ces vagues au sein de la population mondiale.

## L'identification des trois vagues, à partir de l'analyse économique

### Ce qui a précédé les vagues de développement
Il y a 100 000 ans environ, les ancêtres de l'Homme subsistent de chasse et de cueillette. Peu nombreux et assez vite disséminés à la surface de la Terre, les premiers Homo sapiens vivent en petits groupes tribaux. Ils survivent en symbiose avec leur environnement, dont ils dépendent totalement, et sont à la merci des caprices de la nature. C’est l’état zéro du développement de l’humanité, le socle sur lequel se fonde toute l’évolution. L’essentiel de l’activité humaine vise à satisfaire les besoins physiologiques des individus et de la survie du groupe.

### Vague agraire
Bien plus tard, il y a environ 10 000 ans, afin d’assurer la sécurité alimentaire du groupe, les premiers agriculteurs-éleveurs apparaissent dans quelques plaines fertiles et irriguées. Peu à peu, l’activité principale devient agricole. La valeur clé réside dans la force humaine ou animale qui permet de réaliser les travaux des champs. Cette première révolution à l’échelle de l’humanité commence à dégager un surplus de production agricole qui favorise l’émergence d’autres activités : artisanat, commerce… La source essentielle de richesse étant constituée par la terre, l’organisation politique se structure autour de la possession ou du contrôle de territoires, donnant naissance au système féodal, aux royaumes et aux empires.
À cette première vague de l’évolution humaine, les Toffler ont donné le nom de vague agraire. Elle se prolonge encore largement aujourd’hui en employant cependant une proportion de plus en plus faible de l’humanité. Le type de pouvoir associé à la vague agraire est celui de la « force brute ».

### Vague industrielle
10 000 ans après la révolution agraire, on assiste au début du XVIIIe siècle à l’émergence de la vague suivante : la vague industrielle. À la force musculaire de l’homme et des animaux, il devient possible de substituer la force de la vapeur transmise à la mécanique. Les premières manufactures, puis des usines gigantesques où l’on fabrique des objets en grande série se développent rapidement. Dans les pays industrialisés, en l’espace de deux siècles la population ouvrière dépasse la population agricole, sans toutefois la faire disparaître, car la population mondiale croissante doit d’abord se nourrir. Ainsi cette deuxième vague vient s’ajouter à la vague agraire qui subsiste encore tout en perdant de sa force.
Conçue sur le modèle de l’usine, la vague industrielle fait émerger une civilisation de masse : production de masse, consommation de masse, démocratie de masse… L’individu est noyé dans la classe à laquelle il appartient, surtout s’il est ouvrier ! L’économie qui se mondialise est fondée sur l’échange de denrées alimentaires, de matières premières, de produits manufacturés et de services. Le nouveau pouvoir qui préside au commerce est alors celui de l’argent ; il supplante peu à peu le pouvoir antérieur de la « force brute », qui peut elle-même s’acheter comme tout autre bien ou service. La vague agricole n’a pas disparu mais est submergée par la vague industrielle.

### Vague de la connaissance
L'intuition des Toffler a été de discerner, à l'aube de la décennie soixante-dix, un nouveau changement de paradigme. 100 000 ans après l’apparition des premiers chasseurs-cueilleurs, 10 000 ans après la révolution agraire, et à peine 200 ans après la révolution industrielle, un nouveau secteur d’activité, le secteur tertiaire, émerge dans les pays les plus avancés. Ce qui caractérise l’activité de ce secteur, c’est qu’elle s’exerce essentiellement sur l’information et qu’elle est dynamisée par la diffusion des ordinateurs et le développement des techniques de traitement et d’échange des informations. Ainsi, cette troisième vague en pleine expansion est désignée par les Toffler comme la « vague du savoir. » C’est le savoir lui-même qui constitue le nouveau pouvoir de nature bien supérieure à la force, capable de supplanter même l’argent, principal pouvoir de la deuxième vague. En effet, là où la force brute permettait de produire des denrées agricoles, là où l’argent permettait d’investir dans des usines fabriquant des biens de consommation tout en engendrant des bénéfices (soit davantage d’argent), seul le savoir peut améliorer les rendements agricoles, la qualité des produits et les bénéfices des investisseurs. Bien plus, le savoir peut lui-même créer du savoir dont découlent l’argent et toute possibilité matérielle… Le savoir est le nouveau pouvoir supérieur destiné à coiffer tous les autres.
Autre point, la diversification des savoirs, mais aussi des produits et services, aboutit à une certaine segmentation des populations et même une plus grande personnalisation, qui s'écarte de plus en plus de la civilisation de masse ou divisée en quelques classes stéréotypées.

## La superposition des vagues et l'extension à d'autres domaines de l'évolution de l'humanité
Le découpage en phases de l’évolution des civilisations n’est pas nouveau. L’apport des Toffler réside dans la superposition des différentes vagues qui interagissent et s’enrichissent mutuellement. Par rapport à la conception linéaire et traditionnelle de l’histoire, cette image apporte du relief à la représentation mentale de l’évolution de l’humanité et fait apparaître des connexions « verticales » indécelables dans le modèle traditionnel. À partir de la tentative de représentation de ces différentes vagues par un graphe de l’évolution de la population mondiale, on peut être tenté d’évaluer la force de chaque vague en intégrant leur surface, exprimée en milliards d’hommes par siècle, comme dans le graphe indicatif illustrant cet article, dont les valeurs approximatives méritent d’être affinées.
Cette approche invite à penser que lorsqu’une vague a atteint une certaine « maturité » et non une certaine durée, la vague suivante commence à émerger. Une seconde observation réside dans l’identification du moteur d’évolution principal accompagnant la vague montante dont le pouvoir est ascendant. À la force brute qui permettait le travail de la terre et les réalisations artisanales, s’est substitué d’abord l’argent, moyen d’acquisition et d’échange de produits industriels et de services, puis le savoir qui englobe tout à la fois la dynamique de l’argent, la mise en œuvre optimale de la force et tout le champ des activités humaines.
Émergé d'une analyse originellement économique, le modèle des trois vagues a permis aux Toffler de commenter l'histoire de l'humanité et de tirer des déductions concernant tous les aspects des activités humaines. Un domaine particulier fait ainsi l’objet d’un traitement privilégié, puisqu’en 1993 les époux Toffler lui dédient un ouvrage intitulé Guerre et contre-guerre et sous-titré Survivre à l’aube du XXIe siècle.

## L’application des trois vagues au domaine de la guerre
Une nouvelle idée que les Toffler développent concerne le domaine militaire. Elle explique que « notre manière de faire la guerre est à l’image de notre manière de créer les richesses ». Pour comprendre leur raisonnement, déroulons donc rapidement les trois vagues du point de vue de l’art de la guerre.
La guerre de la vague agricole, conduite très longtemps avec des moyens de destruction rudimentaires (absence d’armes à feu), avait pour objectif premier de conquérir et d’occuper les terres, sources principales de richesse et de prospérité. Sauf cas particulier, l’objectif n’était pas d’exterminer l’adversaire, mais de contrôler ses surfaces agricoles et son artisanat, afin d'en prélever un tribut dans l’esprit de l’organisation féodale correspondant à cette vague.
Selon les Toffler, la phase de transition d’une vague à une autre s’accompagne d’une recrudescence des conflits. Mais, surtout, ce sont deux manières différentes de faire la guerre qui s’affrontent alors. Ainsi, le 20 septembre 1792, avec la bataille de Valmy et l’invention de la conscription de masse pour défendre la patrie en danger, la guerre de masse, celle de la vague industrielle, fait son entrée symbolique dans l’histoire. Les campagnes napoléoniennes permettront de perfectionner l’industrialisation de la guerre : les matériels initialement disparates s’uniformisent, l’équipement du soldat également, même les tactiques se rapprochent.
Avec les deux guerres mondiales, la guerre industrielle atteint son paroxysme en lançant dans la mêlée des millions de combattants et des milliers de canons, de chars, d’aéronefs, de navires. Mais, tant pour l’économie des nations belligérantes que pour leur démographie, ces conflits ont eu des conséquences d’autant plus désastreuses que les effets collatéraux sont devenus considérables avec le développement des bombardements massifs. Les chiffres des pertes évoqués dans Guerre et contre-guerre sont terriblement éloquents :
- près de 8,5 millions de militaires tués durant la Première Guerre mondiale (et un nombre négligeable de civils),[réf. nécessaire]
- 15 millions de militaires tués durant la Seconde Guerre mondiale et 30 millions de civils, soit deux fois plus de civils que de militaires,[réf. nécessaire]
- plus de 7 millions de soldats et environ 30 millions de civils ont péri à l’occasion des 160 conflits qui ont ensanglanté le monde entre 1945 et 1990, soit quatre fois plus de civils que de militaires.[réf. nécessaire]

En dépit d’une puissance de feu écrasante, les Américains n’ont pas vaincu au Viêt Nam, en partie à cause de la trop grande dispersion des objectifs et de l’imprécision des frappes. Ainsi, pour détruire un pont, il fallait en moyenne 4 500 sorties de B-17 et 9 000 bombes durant la Seconde Guerre mondiale, 90 sorties et 190 bombes durant la guerre du Viêt Nam, alors qu’une seule sortie de F-117 armé d’une munition guidée par laser suffisait pendant la guerre du Golfe. C’est dans ce domaine de la précision des frappes que la guerre de la vague du savoir est venue le plus clairement supplanter la guerre de la vague industrielle, traduisant une révolution dans le domaine militaire.
En effet, aujourd'hui, le facteur déterminant ne réside plus dans le nombre de divisions, de chars, de bâtiments et d’aéronefs de combat, mais dans la capacité de destruction liée à la précision des frappes et dans l’aptitude des différents vecteurs à survivre et à coopérer. À la séparation des fonctions en armes, puis en armées spécialisées, se substitue l’intégration des systèmes d’armes et leur coordination au sein de vastes systèmes. À une planification industrielle des opérations militaires, fait suite l’accélération du cycle OODA (c'est-à-dire le cheminement décisionnel : Observation, Orientation, Décision puis Action)… En synthèse, à la guerre mécanique de la vague industrielle, succède la guerre en réseau de la vague du savoir. Là encore, la manière de faire la guerre est à l’image de la manière de créer des richesses, et les différents acteurs n’ont pas tous atteint le même niveau de développement de leurs outils et de leurs doctrines militaires. Aux États-Unis, leaders en la matière, les Toffler citent le concept d’Air Land Battle et la création du TRADOC (TRAining and DOctrine Command) dès 1973 !
Voici évoquée la pensée d’Alvin et de Heidi Toffler, qui comptent parmi les instigateurs de la RMA, à l’origine de la transformation actuelle des forces armées américaines.

## Analyse stratégique de la représentation des vagues
Sur le plan spécifiquement militaire, un parallèle apparaît entre chacune des vagues et le milieu privilégié d’engagement des forces décisives.
Les forces terrestres ont accompagné largement la première vague au service naturel de la conquête et de la défense des territoires, richesse de base de l’économie agraire.
Ensuite avec l’émergence de la vague industrielle, la liberté des échanges internationaux et l’élargissement des débouchés pour les produits manufacturés ont nécessité l’utilisation de voies de communications plus sûres. La maîtrise de la mer est donc devenue la grande affaire et les empires maritimes se sont transformés en puissances majeures dont le modèle achevé se reconnaît hier dans l’Empire britannique du XIXe siècle s’appuyant sur une marine de guerre à la puissance incontestée. Aujourd’hui encore, alors que l’essentiel des échanges interrégionaux se fait par voie maritime, que serait la puissance américaine amputée de l’apport de l’US Navy ? La marine est bien l’arme par excellence de la vague industrielle ! Toutefois, à la même époque, les forces terrestres issues de la première vague, de loin les plus nombreuses, continuent à exister, de même que les forces aériennes, prélude de la troisième vague, font une entrée remarquée sur les divers théâtres d’opérations.
La troisième vague, celle du savoir, est en symbiose avec les techniques aérospatiales. En effet, l'aviation, les missiles, les lanceurs spatiaux et les satellites n’auraient jamais pu émerger et évoluer au rythme accéléré observé dans la seconde moitié du XXe siècle sans un savoir sans cesse renouvelé et échangé, et alimentant la technique de pointe nécessaire dans ce secteur industriel. En retour, la facilité et la rapidité des échanges interpersonnels apportés par l’aviation, ainsi que l’apparition des communications téléphoniques, puis d’images et de données, à la vitesse de la lumière, auxquelles les satellites ont apporté une allonge planétaire, ont contribué au brassage des hommes et à l’accélération sans précédent de la circulation et de l’enrichissement du savoir lui-même. Les moyens militaires aérospatiaux, qui s’affranchissent des distances, qui peuvent intervenir très rapidement n’importe où sur le « théâtre monde » et qui procèdent directement du savoir, sont les outils essentiels de la suprématie globale.
Toutefois les forces terrestres fossiles issues de la première vague, encore très nombreuses, se maintiendront tant que l’occupation de vastes territoires liée aux activités de la vague agricole demeurera une nécessité. De même les forces navales, emblématiques de la vague industrielle, conserveront leur nécessité tant que l’essentiel du commerce mondial se fera par voie maritime et que la pêche constituera une activité économique de poids.